# Triatlón en los Juegos Paralímpicos de París 2024
El Triatlón en los Juegos Paralímpicos de París 2024 se llevó a cabo del 1 al 2 de septiembre en el Pont d'Iéna del Río Sena en París, Francia.

## Resultados
| Evento         | Oro                    | Plata                 | Bronce             |
| -------------- | ---------------------- | --------------------- | ------------------ |
| Masculino PTWC | Jetze Plat             | Florian Brungraber    | Geert Schipper     |
| Masculino PTS2 | Jules Ribstein         | Mohamed Lahna         | Mark Barr          |
| Masculino PTS3 | Daniel Molina Martínez | Max Gelhaar           | Nico Van Der Burgt |
| Masculino PTS4 | Alexis Hanquinquant    | Carlson Clough        | Nil Riudavets      |
| Masculino PTS5 | Chris Hammer           | Ronan Cordeiro        | Martin Schulz      |
| Masculino PTVI | Dave Ellis             | Thibaut Rigaudeau     | Antoine Perel      |
| Femenino PTWC  | Lauren Parker          | Kendall Gretsch       | Leanne Taylor      |
| Femenino PTS2  | Hailey Danz            | Veronica Yoko Plebani | Allysa Seely       |
| Femenino PTS4  | Megan Richter          | Marta Francés         | Hannah Moore       |
| Femenino PTS5  | Grace Norman           | Claire Cashmore       | Lauren Steadman    |
| Femenino PTVI  | Susana Rodríguez       | Francesca Tarantello  | Anja Renner        |

## Medallas
| Núm. | País                 | Oro | Plata | Bronce | Total |
| ---- | -------------------- | --- | ----- | ------ | ----- |
| 1    | Estados Unidos (USA) | 3   | 3     | 2      | 8     |
| 2    | Reino Unido (GBR)    | 2   | 1     | 2      | 5     |
| 3    | Francia (FRA)        | 2   | 1     | 1      | 4     |
| 3    | España (ESP)         | 2   | 1     | 1      | 4     |
| 5    | Países Bajos (NED)   | 1   | 0     | 2      | 3     |
| 6    | Australia (AUS)      | 1   | 0     | 0      | 1     |
| 7    | Italia (ITA)         | 0   | 2     | 0      | 2     |
| 8    | Alemania (GER)       | 0   | 1     | 2      | 3     |
| 9    | Brasil (BRA)         | 0   | 1     | 0      | 1     |
| 9    | Austria (AUT)        | 0   | 1     | 0      | 1     |
| 11   | Canadá (CAN)         | 0   | 0     | 1      | 1     |